# آدام وایسهاوپت

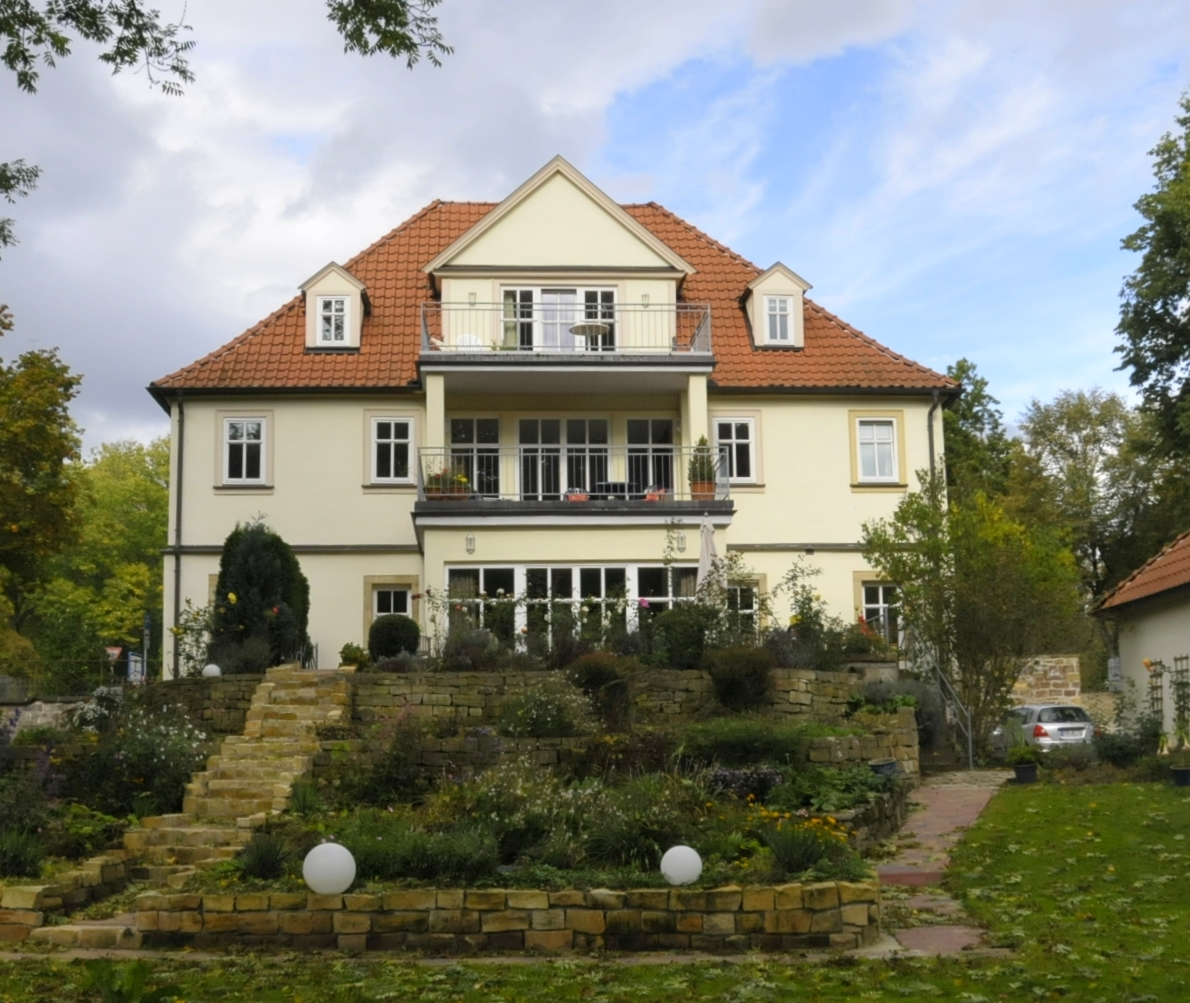
خانه وایسهائوپت در شهر گوتا که در آن از ۱۷۸۶ تا زمان مرگ زندگی میکرد

آدام وایسهائوپت، زاده ۶ فوریه ۱۷۴۸ میلادی در اینگولشتات، وفات ۱۸ نوامبر ۱۸۳۰ میلادی در گوتا (هردو در آلمان)

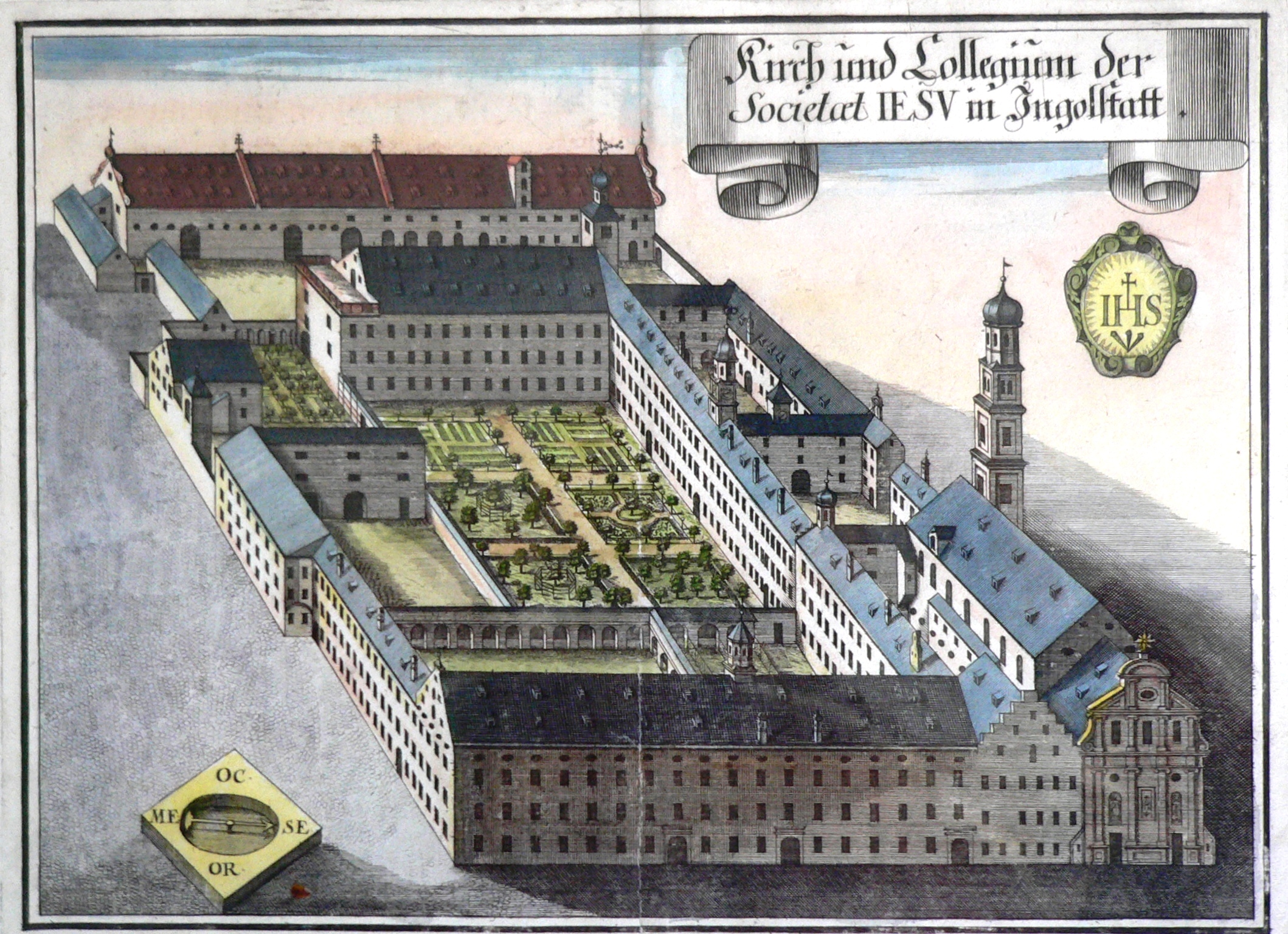
دانشگاه انجمن عیسی (یسیوعیون) شهر اینگولشتات که آدام وایسهائوپت در آن تدریس میکرد

پروفسور آلمانی. رشته قوانین کلیسایی و فلسفه در دانشگاه اینگولشتات (خاستگاه دانشگاه امروز مونیخ) در تاریخ یکم ماه مه ۱۷۷۶ با دستیاری دو دانشجو، گروه Perfektibilist ها را بنیان نهاد (یعنی کسانیکه قابلیت تکمیل کردن را دارند).
دلیل آغاز این فعالیت وایسهائوپت که در آن زمان ۲۸ سال سن داشت، فضای عقلانی حکم فرما بر دانشگاه بود. در آن زمان اکثریت مطلق کرسی‌های تدریس دانشگاه را برادران روحانی برکنار شده از فرقه یسوعیون یا انجمن عیسی در دست داشتند. فرقه یسوعیون در سال۱۷۷۳ منحل/ ممنوع اعلام شد و فعالیت ایشان به صورت زیر زمینی و مخفی درآمد. وایسهائوپت تنها استاد دانشگاه بود که از این فرقه نبود و دوران سختی را در کنار برخی دانشجویان در جمع یسیوعیون می‌گذراند. اینبود تصمیم گرفت گروهی را به وجود بیاورد تا دانشجویان زیر فشار را که از موذی‌گری‌ها و دسیسه‌های یسیوعیون رنج می‌بردند تحت حمایت درآورد. از اینرو و بخاطر اینکه دانشجویان بتوانند به کتب انتقادی مذهبی دست یابند، او "گروه مخفی وایسهائوپت" را به نام روشن‌ضمیران یا همان ایلومیناتی را تشکیل داد. در ضمن وایسهائوپت می‌خواست قطبی علیه فرقه "چلیپای گلگون به وجود بیاورد که شاخه‌ای است مخفی از فراماسونها که در آن زمان روز بروز قوی تر و در عین حال مخرب تر می‌شد.